# Anastasija Zimiankowa
Anastasija Alaksiejeuna Zimiankowa (błr. Анастасія Аляксееўна Зімянкова; ur. 21 czerwca 1999) – białoruska zapaśniczka walcząca w stylu wolnym. Zajęła ósme miejsce na mistrzostwach świata w 2018 roku. 
Srebrna medalistka mistrzostw Europy w 2018 i brązowa w 2025. Mistrzyni Europy kadetek w 2016. Pierwsza na ME U-23 w 2019; druga w 2018 i trzecia w 2021 roku.